# Abraham Ecchellensis
Abraham Ecchellensis, en arabe Ibrahim Al-Haqilani (1605 - 1664), est un savant maronite.

## Aperçu biographique
Natif de Hakel, dans la région de Byblos, au Liban, il étudia au Collège maronite de Rome.
En Italie et en France, il est reconnu pour sa vaste érudition et sa maîtrise des langues orientales, syriaque et arabe, langues qu'il professa d'abord à Rome, à la Sapienza, puis à Paris, au collège de France, où Le Jay l'avait appelé (vers 1630) pour compléter, avec Gabriel Sionite, les traductions arabes et syriaques de la Bible Polyglotte, imprimée par Antoine Vitré.
Il retourna ensuite à Rome, et y mourut en 1664.

## Principaux ouvrages
Il a traduit pour la Bible polyglotte, Le Livre de Ruth en syriaque et arabe et le Deuxième Livre des Macchabées en arabe.
Il a traduit de l'arabe en latin les Ve, VIe et VIIe livres des Chroniques d'Apollonius, avec un traité d'Archimède.
On lui doit en outre :
- Institutio linguæ Syriacæ ;
- Synopsis philosophiæ Orientalium ;
- Chronicon Orientale.